# Diselenur de molibdè

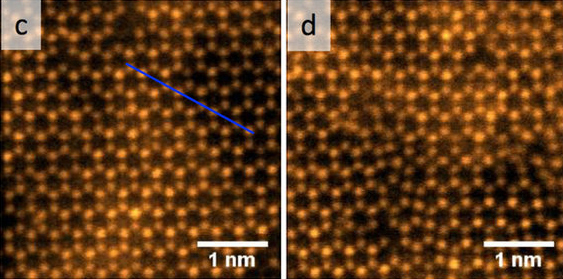

Diselenur de molibdè (amb fórmula química MoSe
2) és un compost inorgànic de molibdè i seleni. La seva estructura és similar a la de MoS
2. Els compostos d'aquesta categoria es coneixen com a dicalcogenurs de metalls de transició, abreujats TMDC. Aquests compostos, com el seu nom indica, estan formats per metalls de transició i elements del grup 16 de la taula periòdica dels elements. En comparació amb MoS
2, MoSe
2 presenta una conductivitat elèctrica més alta.
Com molts TMDC, MoSe
2 és un material en capes amb un fort enllaç al pla i febles interaccions fora del pla. Aquestes interaccions condueixen a l'exfoliació en capes bidimensionals d'un sol gruix cel·lular.
La forma més comuna d'aquests TMDC té tres capes de molibdè intercalades entre ions de seleni que provoquen una coordinació d'enllaç metàl·lic prismàtic trigonal, però és octaèdrica quan el compost s'exfolia. L'ió metàl·lic d'aquests compostos està envoltat per sis ions Se2−
. La geometria de coordinació del Mo es troba de vegades com a prismàtica octaèdrica i trigonal.
La mobilitat electrònica de MoSe
2 és significativament superior al de 2D- MoS
2. MoSe
2 2D-MoSe
2 adopta estructures que recorden el grafè, encara que la mobilitat electrònica d'aquest últim és encara milers de vegades més gran. A diferència del grafè, 2D-MoSe
2 té una banda buida directa, cosa que suggereix aplicacions en transistors i fotodetectors.